# Mikael Dorsin
Mikael Dorsin (n. 6 octombrie 1981, Lidingö, Suedia) este un fotbalist suedez care evoluează la echipa Rosenborg BK pe postul de fundaș stânga. De asemenea este și component al echipei naționale de fotbal a Suediei. A jucat în Liga I la CFR Cluj.

## Carieră
A debutat pentru CFR Cluj în Liga I pe 23 februarie 2008 într-un meci câștigat împotriva echipei Universitatea Craiova.

## Titluri
| Sezon     | Club                   | Titlu         |
| --------- | ---------------------- | ------------- |
| 2001-2002 | Djurgårdens IF Fotboll | Allsvenskan   |
| 2002      | Djurgårdens IF Fotboll | Cupa Suediei  |
| 2002-2003 | Djurgårdens IF Fotboll | Allsvenskan   |
| 2004      | Rosenborg BK           | Tippeligaen   |
| 2006      | Rosenborg BK           | Tippeligaen   |
| 2007-2008 | CFR Cluj               | Liga I        |
| 2008      | CFR Cluj               | Cupa României |
| 2009      | Rosenborg BK           | Tippeligaen   |